# Glipa bicolor
Glipa bicolors là một loài bọ cánh cứng trong họ Mordellidae.